# Лёвкин, Владимир Александрович
Владимир Александрович Лёвкин (6 июня 1967, Москва — 17 ноября 2024, Москва) — советский и российский певец, бывший участник группы «На-На» (1989—1998).

## Биография
Родился 6 июня 1967 года в Москве. Ранние детские годы провёл за границей, в Потсдаме. В 6 лет поступил в музыкальную школу по классу баяна, и только через год пошёл в общеобразовательную. Затем семья вновь вернулась в Москву.
После четырёх лет обучения игре на баяне начал осваивать гитару. Организовал с друзьями группу «Ртутное озеро».
После школы поступил в МЭИ. Проходил службу в судоремонтном батальоне недалеко от Мурманска. В годы службы играл на гитаре в армейском ансамбле «Горизонт». Вернувшись из армии, поступил в РАМ им. Гнесиных.
В качестве эксперимента в 1980-х годах принял участие в конкурсе, организованном Бари Алибасовым. Так началась его карьера в группе «На-На». По признанию самого Лёвкина, то, что его приняли, было большой неожиданностью даже для него самого, поскольку на отборочных турах конкурса он исполнял песни собственного сочинения.
На пике популярности, в 1996 году, Лёвкин поступил на режиссёрский факультет в ГИТИС и окончил его заочно. В 1997 году снимался в клипе Евгения Осина «Не надо, не плачь…».
Летом 1998 года по окончании контракта покинул группу «На-На».
Снимался в телесериалах, и выпустил свой первый сольный альбом «Шаги к себе». Организовывал издание своего поэтического сборника «Хотел бы я остаться навсегда таким младым и непорочным…».

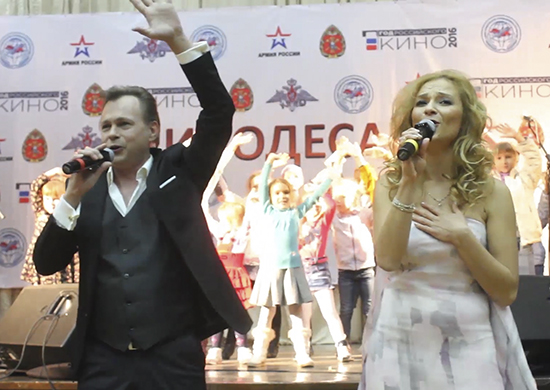
Лёвкин с четвёртой женой Мариной. Выступление на авиабазе ВКС России Кант, 24 октября 2016 года

С июня 2006 года Лёвкин являлся директором по культуре общественной организации «Союз социальной справедливости России». Занимался благотворительностью.
7 июня 2009 года Владимир Лёвкин совместно с компанией «Мелодия» выпустил альбом «Истории от первого лица».
С июня 2014 года — генеральный директор международного арт-фестиваля «Открытое море».
14 февраля 2015 года Лёвкин совместно с UMG выпустил тройной альбом «Жизнь в 3D».
С 20 сентября 2015 по 1 января 2016 года принимал участие в 3 сезоне шоу Первого канала «Точь-в-точь».
В 2020 году стал участником шоу «Суперстар! Возвращение» на НТВ.

### Болезнь и смерть
В 1995 году состояние здоровья Владимира Лёвкина стало ухудшаться, но лишь в 2003 г. артисту диагностировали рак лимфатической системы четвёртой стадии. Он сумел побороть болезнь, однако спустя 10 лет онкозаболевание вернулось. Тогда он прошёл курс химиотерапии, ему сделали пересадку костного мозга, он снова смог победить недуг.
15 ноября 2024 года был госпитализирован в Боткинскую больницу Москвы, где у него диагностировали лейкоз и пневмонию.
Скончался 17 ноября 2024 года, около 07:15 утра, в реанимации, на 58-м году жизни в результате отказа лёгкого на фоне застойной пневмонии.
Прощание с артистом состоялось 19 ноября 2024 года в прощальном зале Троекуровского кладбища. Похоронен на Троекуровском кладбище Москвы (участок 31).

## Общественная позиция
В 2009 году стал сторонником партии «Единая Россия».
Поддержал военное вторжение России на Украину. Неоднократно выступал для бойцов российской армии. В 2024 году он признавался: «Мне кажется, что каждый россиянин должен делать все для победы! Направить разные ресурсы для общего дела. И, конечно, каждый должен делать то, что у него очень хорошо получается. У меня, к примеру, петь. Поэтому я поехал поддержать дух наших солдат, поклониться им, поблагодарить за отвагу и доблесть. Их лица невозможно забыть!».

## Личная жизнь
Марина Лёвкина — первая жена, род. 1968; (с 1992 по 1997). Дочь Виктория (род. 23 сентября 1993 года)
Оксана Олешко — вторая жена с 1998 по 2003, солистка группы «Hi-Fi».
Алина Яровикова (псевдоним Алина Великая) — бывшая фактическая супруга, род. 1980; (с 2004 по 2010), модель и телеведущая, победительница конкурса «Мисс Телевидение России-2001».
Марина Ичетовкина — четвёртая жена, (с 2012 по 2024), род. 1982; актриса. Дочь Ника (род. 28 сентября 2012 года).

## Дискография

### В составе группы «На-На»
- Не женись
- Май
- Красивая
- На-настальгия
- Ночь без сна
- Вся жизнь — игра
- Прикинь, да?

### В составе группы «Kedbl»
- Flомастером
- Zапанки

### Сольные альбомы
- Если это любовь (Шаги к себе)
- Возвращение
- Истории от первого лица
- Жизнь в 3D